# الخنب (ذي السفال)

تعديل مصدري - تعديل

الخنب محلة تابعة لقرية الموسطة، التابعة لعزلة الحبلة بمديرية ذي السفال إحدى مديريات محافظة إب في الجمهورية اليمنية، بلغ تعداد سكانها 76 حسب تعداد اليمن لعام 2004.